# PaperArt
Die PaperArt war eine zwischen 1986 und 2005 alle zwei Jahre in Düren, Nordrhein-Westfalen, stattfindende Biennale der Papierkunst.

## Anliegen der Biennale
„Im Zuge dieser Neubewertung handwerklicher Ursprünglichkeit und Präzision wurde das Papier als künstlerisches Gestaltungselement entdeckt. Man erkannte erstmals in der Geschichte der bildenden Kunst, daß der Künstler nicht nur mit dem und aus dem vorhandenen Papier gestalten, und daß Papier nicht nur Träger anderer künstlerischer Medien sein
muß, sondern, daß im Entstehungsprozeß des Papiers, durch Manipulation der Papiermasse, schließlich das Papier als künstlerisches Medium aus sich selbst heraus bestehen kann. Das Papier ist ein flexibler Stoff, der vom Künstler selbst hergestellt und nach seinen eigenen Vorstellungen von Material, von Grund auf gestaltet werden kann.“

Die Internationale Biennale der Papierkunst PaperArt war eine weltweit einzigartige Ausstellung zum Thema Papier, die von der Museumsdirektorin Dorothea Eimert etabliert wurde. Sie wurde seit 1986 alle zwei Jahre im Leopold-Hoesch-Museum und seit Neugründung des Papiermuseums Düren 1990 auch dort durchgeführt. 
Hier stellten Künstler aus verschiedenen europäischen und außereuropäischen Ländern Kunstwerke vor, die aus Papier geschaffen wurden oder die Papier enthalten. Die erste Ausstellung zum Thema Papier fand in Düren – der Stadt des Papiers – im Jahr 1981 statt. Hieran beteiligten sich die Papierindustrie der Region und Künstler aus vielen Ländern. Das Thema war: Papier. Geschichte – Herstellung – künstlerische Gestaltung. Erstmals für Europa wurden die beiden unterschiedlichen Richtungen von Kunst mit Papier gezeigt. Zum einen war es die Kunst, aus maschinengefertigtem Papier bzw. Pappe – wie es vom Bauhaus her z. B. von Josef Albers bekannt ist – durch Knicken, Reißen, Perforieren usw. ein Kunstwerk zu gestalten. Gezeigt wurde zum anderen die neue in den USA seit ca. 1970 gefundene Art mit flüssigem, teils gefärbtem Papierstoff (Paperpulp) Bilder zu malen oder zu gießen oder Reliefs zu formen. Der erste arrivierte Künstler, der solche Kunstwerke schuf, war Robert Rauschenberg. Er stellte die ersten PaperArtKunstwerke in der Papiermühle von Richard de Bas in Ambert/Frankreich her, gemeinsam mit dem Techniker Kenneth Tyler (New York).

## Abfolge der Ausstellungen
Die Biennale der Papierkunst – PaperArt – fand mit folgenden Themen statt:
| # | Jahr       | Motto                                                      | Teilnehmer | Anmerkungen |
| - | ---------- | ---------------------------------------------------------- | --- | --- |
| 1 | 1986       | Handgeschöpftes                                            | Antonio Caro, David Hockney, Kenneth Noland, Meret Oppenheim, Horst Antes, Andreas von Weizsäcker, Soichi Ida, Tatsuo Kawaguchi, Therese Weber, u. a. | Textbeiträge im Katalog schrieben u. a.: Dorothea Eimert (Kuratorin), Jules Heller (USA), Barbara Layne (London), Julie Lawson (USA). Am Vorabend der Eröffnung gründete sich im Leopold-Hoesch-Museum Düren die IAPMA (International Association of Hand Paper Makers and Paper Artists) mit über 400 Mitgliedern aus 30 Ländern. Dr. Dorothea Eimert wurde zur Präsidentin gewählt.             |
| 2 | 1988       | Papier macht Raum                                          | Otavio Roth, Laurent Roberge, Torben Ebbesen, Rolf Julius, Kazuo Kadonaga, Jirí Kolář, Kyoko Ibe und Josef Anton Riedl mit Papiermusik, Therese Weber, u. a. | Die Ausstellung wanderte weiter ins Kunstmuseum Aalborg/Dänemark und nach Japan: Museum of Kyoto, The Hall of Awa Japanese Handmade Paper, Tokushima und The Azabu Museum of Arts and Crafts, Tokyo. |
| 3 | 1990       | Papier als Wissen                                          | | Teil der offiziellen Ausstellung des Verbandes Deutscher Papierfabriken (VDP) zu den Feierlichkeiten in Nürnberg „600 Jahre Papier in Deutschland“. |
| 4 | 1992       | Papier und Natur                                           | Therese Weber | Rauminstallationen. Von nun an vergab der Verband Deutscher Papierfabriken den Papierkunstpreis für die drei besten Papierkunstwerke, 1992 an: Annette Sauermann, Karen Stahlecker, Yaeko Osono. |
| 5 | 1994       | Geschichte der Papierkunst                                 | Anthony Caro, Tony Cragg, Joel Fisher, Horst Gläsker, A. R. Penck, Otto Piene, Dmitri A. Prigov, James Rosenquist, Takako Saito, Timm Ulrichs, Andreas von Weizsäcker. Die Papierkunstpreise des VDP gingen an: Dmitrij Prigov, Otto Piene, Huang Yong Ping, u. a. | Dorothea Eimert lud die bekannteste und größte Werkstatt aus New York, Tyler Graphics ein, Papierkunstwerke aus der Werkstatt auszustellen. Im Ausstellungsraum des Papiermuseums zeigte sie eine Übersicht über die Geschichte der Papierkunst mit z. B. Joseph Beuys, Robert Rauschenberg, Felix Droese. Horst Gläsker erhielt den Sonderpreis des Verbandes Deutscher Zeitungsverleger (BDZV). |
| 6 | 1996/ 1997 | Dekonstruktivistische Tendenzen                            | großformatige Rauminstallationen: Asymtote, Peter Eisenman, Zaha M. Hadid, Daniel Libeskind, Morphosis, Hartmut Gruhl, Eric Owen Moss Künstler: Huang Yong Ping, Tadashi Kawamata, Neville Brody, u. a.                                                            | Texte schrieben u. a. Jacques Derrida, Dorothea Eimert, Boris Groys, Andreas Papadakis, Florian Rötzer, Ullrich Schwarz, Michael Sorkin, Nikolaus Wegmann. Die drei Papierkunstpreise des VDP gingen an: Daniel Libeskind, Asymtote, Neville Brody/Research Studios. |
| 7 | 1998       | electric paper                                             | Nan Hoover, Marie-Jo Lafontaine, Heinz Mack, Dan Senn, Michael Petry, Helga Griffiths, ESCAPE*spHERE, Rochus Aust, Vladimir Tarasov, Quin Yufen, u. a. | Texte von u. a. Dieter Daniels, Otto Neumaier, Daniel Kotheschulte, Michael Lentz. Mit den drei Papierkunstpreisen des VDP wurden ausgezeichnet: Dan Senn, Han H. de Groot, Michael Petry. |
| 8 | 2002/ 2003 | Turbulenzen in Papier – Annäherungen an das Unberechenbare | Zadok Ben David, Reinhard Doubrawa, Jimmie Durham, Tom Fecht, Alex Hanimann, Ottmar Hörl, Roland Kreuzer, David Mach, Henrik Olesen, Gregor Schneider, Ben Vautier, Alba D’Urbano, Silvia Schreiber, Veldhues&Schumacher, u. a.                                    | Texte von u. a.: Ervin László, Ernst Pöppel, Paul Virilio, Dorothea Eimert. Mit den drei Papierkunstpreisen des VDP wurden ausgezeichnet: Gregor Schneider, Ben Vautier, Hilal Sami Hilal. |
| 9 | 2005       | Paper Art reMIXED                                          | Thomas Böing, Jonathan Callan, Adrea Faciu, Marcel Keller, Sun-Rae Kim, Andreas Kocks, Thomas Rentmeister, Chihiro Shimotani, Jean-Noel Schramm, Trash/Treasure, Saulius Valius, Therese Weber, u. a.                                                              | Texte Dorothea Eimert, Ulf Poschardt. Mit den drei Kunstpreisen des VDP wurden ausgezeichnet: Saulius Valius, Therese Weber, Hu You Ben. |

## Nachfolgeprojekt
Mit der Pensionierung von Dorothea Eimert fand die PaperArt ein Ende. Renate Goldmann setzte als Museumsdirektorin in den Jahren 2010–2018 andere Akzente. In Deggendorf entstand als neue Ausstellungsreihe „Papier Global – Internationale Papierkunst Triennale“, die bisher 5 Mal veranstaltet wurde und gegenwärtig von der Stadtgalerie im Stadtmuseum und Handwerksmuseum Deggendorf für den Zeitraum 12. Mai bis 6. Oktober 2024 erneut angekündigt ist.